# Suspenso psicológico
El suspenso psicológico (en Hispanoamérica), suspense psicológico (en España) o thriller psicológico es un subgénero de suspenso que generalmente tiene como tema central un enfrentamiento (o juego) entre los personajes, más mental (o psicológico) que físico, en el que la inteligencia o los aspectos intelectuales o mentales tienen una gran importancia.

## Historia
El precursor de este subgénero fue Roman Polanski protagonizando junto a Isabelle Adjani su retorcida cinta El quimérico inquilino, que obtuvo un pésimo recibimiento allá por mediados de los años 1970. Sin embargo, hoy en día está considerada como una película de culto. Otra obra de Polanski destacada de este género es La muerte y la doncella (1994), con Sigourney Weaver y Ben Kingsley.
Las novelas han sido fuente de grandes éxitos cinematográficos de este género. Jonathan Demme fue el encargado de adaptar a la gran pantalla The Silence of the Lambs (1991), con Jodie Foster y Anthony Hopkins, quien interpreta a Hannibal Lecter. Mientras que Martin Scorsese adaptó Shutter Island (2010), protagonizada por Leonardo DiCaprio.
Otras obras destacadas son Perros de paja de Sam Peckinpah, La mano que mece la cuna de Curtis Hanson, El intercambio de Clint Eastwood, Funny Games de Michael Haneke, la película canadiense Cube, Mulholland Drive, Habitación 1408, Hard Candy o The Game, protagonizada por Michael Douglas y Sean Penn.
En los últimos años está cobrando fuerza en el mundo de los videojuegos, fundamentalmente en Indigo Prophecy, Heavy Rain, Alan Wake, Silent Hill y Beyond two souls.
En el género anime, entre los títulos de corte suspenso psicológico están las famosas animaciones como Death Note, Serial Experiments Lain, Neón Genesis Evangelion, Puella Magi Madoka Magica, Happy Sugar Life, Jigoku Shoujo, Mahou Shoujo Site y Ghost in the Shell, además de otras como Perfect Blue, Paranoia Agent, Ergo Proxy, Monster, Tokyo Revengers, entre otros.

## Películas relacionadas con la temática del suspense psicológico
| Año  | Título                                            | Director                         |
| ---- | ------------------------------------------------- | -------------------------------- |
| 1940 | Rebecca                                           | Alfred Hitchcock                 |
| 1945 | Spellbound                                        | Alfred Hitchcock                 |
| 1954 | La ventana indiscreta                             | Alfred Hitchcock                 |
| 1958 | Vértigo                                           | Alfred Hitchcock                 |
| 1960 | Psicosis                                          | Alfred Hitchcock                 |
| 1964 | Marnie                                            | Alfred Hitchcock                 |
| 1971 | La naranja mecánica                               | Stanley Kubrick                  |
| 1971 | Perros de paja                                    | Sam Peckinpah                    |
| 1976 | Taxi Driver                                       | Martin Scorsese                  |
| 1976 | El quimérico inquilino                            | Roman Polanski                   |
| 1980 | El resplandor                                     | Stanley Kubrick                  |
| 1982 | La Cosa                                           | John Carpenter                   |
| 1986 | Terciopelo azul                                   | David Lynch                      |
| 1991 | El Silencio de los Corderos                       | Jonathan Demme                   |
| 1992 | Basic Instinct                                    | Paul Verhoeven                   |
| 1992 | La mano que mece la cuna                          | Curtis Hanson                    |
| 1994 | La muerte y la doncella                           | Roman Polanski                   |
| 1995 | Doce monos                                        | Terry Gilliam                    |
| 1995 | Seven                                             | David Fincher                    |
| 1997 | Cube                                              | Vincenzo Natali                  |
| 1997 | Funny Games                                       | Michael Haneke                   |
| 1997 | The Game                                          | David Fincher                    |
| 1997 | Perfect Blue                                      | Satoshi Kon                      |
| 1997 | Carretera perdida                                 | David Lynch                      |
| 1997 | Abre los ojos                                     | Alejandro Amenábar               |
| 1999 | The Sixth Sense                                   | M. Night Shyamalan               |
| 1999 | El club de la pelea                               | David Fincher                    |
| 1999 | The Blair Witch Project                           | Eduardo Sánchez                  |
| 2000 | Memento                                           | Christopher Nolan                |
| 2000 | American Psycho                                   | Mary Harron                      |
| 2001 | Hannibal                                          | Ridley Scott                     |
| 2001 | Vanilla Sky                                       | Cameron Crowe                    |
| 2001 | Ni una palabra                                    | Gary Fleder                      |
| 2001 | Los otros                                         | Alejandro Amenábar               |
| 2001 | Donnie Darko                                      | Richard Kelly                    |
| 2001 | Mulholland Drive                                  | David Lynch                      |
| 2002 | Red Dragon                                        | Brett Ratner                     |
| 2002 | Spider                                            | David Cronenberg                 |
| 2003 | Identidad                                         | James Mangold                    |
| 2003 | Última llamada                                    | Joel Schumacher                  |
| 2004 | El efecto mariposa                                | Eric Bress y J. Mackye Gruber    |
| 2004 | El maquinista                                     | Brad Anderson                    |
| 2004 | Saw                                               | James Wan                        |
| 2005 | Hard Candy                                        | David Slade                      |
| 2006 | El truco final                                    | Christopher Nolan                |
| 2006 | El Regreso                                        | Asif Kapadia                     |
| 2006 | La caja Kovak                                     | Daniel Monzón                    |
| 2006 | La fuente de la vida                              | Darren Aronofsky                 |
| 2006 | No se lo digas a nadie                            | Guillaume Canet                  |
| 2007 | El número 23                                      | Joel Schumacher                  |
| 2007 | Zodiac                                            | David Fincher                    |
| 2007 | El niño de barro                                  | Jorge Algora                     |
| 2007 | La habitación de Fermat                           | Luis Piedrahíta y Rodrigo Sopeña |
| 2007 | Funny Games U.S.                                  | Michael Haneke                   |
| 2008 | Los crímenes de Oxford                            | Álex de la Iglesia               |
| 2008 | Changeling                                        | Clint Eastwood                   |
| 2009 | Exam                                              | Stuart Hazeldine                 |
| 2009 | Possession                                        | Joel Bergvall y Simon Sandquist  |
| 2010 | La viuda (película)                               | Neil Jordan                      |
| 2010 | El cisne negro                                    | Darren Aronofsky                 |
| 2010 | Origen                                            | Christopher Nolan                |
| 2010 | Shutter Island                                    | Martin Scorsese                  |
| 2010 | Buried                                            | Rodrigo Cortés                   |
| 2011 | Dream House                                       | Jim Sheridan                     |
| 2011 | La cosa (película de 2011)                        | Matthijs van Heijningen Jr.      |
| 2013 | Enemy                                             | Denis Villeneuve                 |
| 2013 | Stoker                                            | Chan-Wook Park                   |
| 2013 | Coherence                                         | James Ward Byrkit                |
| 2013 | El poder del dinero                               | Robert Luketic                   |
| 2014 | Perdida                                           | David Fincher                    |
| 2014 | Birdman o (la inesperada virtud de la ignorancia) | Alejandro G. Iñárritu            |
| 2015 | Regresión                                         | Alejandro Amenábar               |
| 2015 | El Regalo                                         | Joel Edgerton                    |
| 2016 | Elle                                              | Paul Verhoeven                   |
| 2016 | 10 Cloverfield Lane                               | Dan Trachtenberg                 |
| 2016 | Animales nocturnos                                | Tom Ford                         |
| 2017 | 1922 (película)                                   | Zak Hilditch                     |
| 2017 | Death Note                                        | Adam Wingard                     |
| 2017 | Get Out                                           | Jordan Peele                     |
| 2019 | Joker                                             | Todd Phillips                    |
| 2021 | Reminiscencia                                     | Lisa Joy                         |
| 2022 | Pearl                                             | Ti West                          |
| 2024 | La Sustancia                                      | Coralie Fargeat                  |